# The Headless Children
The Headless Children è il quarto album della band heavy metal W.A.S.P., pubblicato dalla Capitol Records nel 1989.

## Il disco
Il disco rappresenta una sorta di svolta nel repertorio musicale del gruppo, che per la prima volta nella sua storia inizia a dedicarsi all'heavy metal vero e proprio, nello stile di band classiche come gli Iron Maiden ed i Manowar. Le sonorità del nuovo album di Lawless e soci sono diverse da quelle dei primi tre lavori. Nel disco fanno la loro comparsa canzoni lunghe ed elaborate, con frequenti cambi di ritmo e giri di accordi più complicati che in passato. Le melodie acquistano in potenza anche grazie all'accompagnamento da parte dell'organo di Ken Hensley, tastierista degli Uriah Heep. Questo disco è stato ed è tuttora il campione di incassi nella storia degli W.A.S.P.

## Tracce
1. The Heretic (The Lost Child) – 7:22 (Blackie Lawless - Chris Holmes)
2. The Real Me – 3:20 (Pete Townshend) – The Who cover
3. The Headless Children – 5:46 (Lawless)
4. Thunderhead – 6:49 (Blackie Lawless - Chris Holmes)
5. Mean Man – 4:47 (Lawless)
6. The Neutron Bomber – 4:10 (Lawless)
7. Mephisto Waltz – 1:28 (Lawless)
8. Forever Free – 5:08 (Lawless)
9. Maneater – 4:46 (Lawless)
10. Rebel in the F.D.G. – 5:08 (Lawless)

## Tracce bonus
1. Locomotive Breath – 2:59 (Ian Anderson) – Jethro Tull cover
2. For Whom the Bell Tolls – 3:47 (Lawless)
3. Lake of Fools – 5:29 (Lawless)
4. War Cry – 5:33 (Lawless)
5. L.O.V.E. Machine – 4:47 (Lawless) – Live
6. Blind in Texas – 6:23 (Lawless) – Live

## Set List per il tour
1. The Heretic (The Lost Child)
2. The Real Me
3. L.O.V.E. Machine
4. Wild Child
5. The Headless Children
6. The Neutron Bomber
7. I Don't Need No Doctor
8. Thunderhead
9. I Wanna Be Somebody
10. Animal (Fuck Like a Beast)
11. Mean Man
12. 9.5. - N.A.S.T.Y.
13. Blind in Texas

## Formazione
- Blackie Lawless - voce, chitarra
- Chris Holmes - chitarra
- Johnny Rod - basso, coro
- Frankie Banali - batteria

### Altri musicisti
- Ken Hensley - tastiere
- Diana Fennell - cori
- Lita Ford - cori
- Mark Humphreys - cori
- Jimi Image - cori
- Minka Kelly - cori
- Thomas Nellen - cori
- Cathi Paige - cori
- Mike Solan - cori
- Kevin Wallace - cori
- Melba Wallace - cori
- Ron Wallace - cori

## Singoli
- The Real Me
- Mean Man
- Forever Free

## Posizione nelle classifiche
The Headless Children - Capitol Records
| Anno | Classifica    | Posizione |
| ---- | ------------- | --------- |
| 1989 | Billboard 200 | #48       |

## Curiosità
La canzone The Real Me è una cover dell'omonima dei The Who.
La canzone Locomotive Breath, inserita per la prima volta nell'edizione rimasterizzata del disco, è una cover dell'omonima dei Jethro Tull.
Spesso la canzone For Whom the Bell Tolls, inserita per la prima volta nell'edizione rimasterizzata del disco, viene erroneamente considerata una cover dell'omonima canzone dei Metallica. Invece non è altro che una versione alternativa di The Gypsy Meets the Boy, una delle canzoni facenti parte della rock opera The Crimson Idol.